# Лабадзе, Автандил Автандилович
Автандил Лабадзе (груз. ავთანდილ ლაბაძე; род. 9 мая 1998, Боржоми, Самцхе-Джавахети) — грузинский футболист, вратарь клуба «Самтредиа».

## Карьера

### Начало карьеры
Футболом начал заниматься в юношеском возрасте на родине в Грузии в таких тбилисских клубах как «Норчи Динамоэли» и «Локомотив». По окончании 9 классов средней школы переехал в Белоруссию в Светлогорск, где жил его отец Автандил Лабадзе, который работал в местном «Химике» тренером вратарей. Сам футболист также стал тренироваться с клубом. В начале 2018 года футболист присоединился к «Осиповичам». В клубе футболист был резервным вратарём, проведя 13 матчей, в которых 4 раза сохранил свои ворота нетронутыми.

### «Химик» Светлогорск
В начале 2019 года футболист вернулся в распоряжение светлогорского «Химика». В клубе начинал сезон в рли третьего вратаря. Дебютировал за клуб 25 мая 2019 года в матче против «Орши», выйдя на замену в начале второго тайма. Затем футболист быстро смог закрепиться в основной команде светлогорского клуба, став по итогу основным вратарём.
Перед начало сезона 2020 года футболист продолжил тренироваться с светлогорским клубом. Первый матч в сезоне футболист сыграл 26 апреля 2020 года против «Крумкачей». На протяжении сезона футболист был резервным вратарём, сыграв 11 матчах во всех турнирах. По окончании сезона вместе с клубом закончил чемпионат на последнем месте и отправился в стыковые матчи за сохранение прописки, где светлогорский клуб одержал победу над «Молодечно-2018». Однако затем клуб прекратил своё существование и футболист получил статус свободного агента.

### «Шахтёр» Петриков
В начале 2021 года футболист присоединился к петриковскому «Шахтёру». Новый сезон в клубе футболист начал со скамейки запасных. Дебютировал за клуб 31 июля 2021 года в матче против «Лиды». Затем футболист провёл серию из 6 матчей подряд в стартовом составе и снова вернулся на скамейку запасных. Единожды отличился «сухим» матчем. В феврале 2022 года футболист покинул клуб по окончании действия контракта.

### «Торпедо» Кутаиси
Весной 2022 года футболист присоединился к грузинскому «Торпедо» из Кутаиси. В клубе стал одним из резервных вратарей. Дебютировал за клуб 13 мая 2022 года в матче против тбилисского «Локомотива». Провёл за клуб 2 матча в рамках Эровнули Лиги и снова вернулся на скамейку запасных. Вместе с клубом стал обладателем Кубка Грузии, однако сам футболист в финале не участвовал.
Новый сезон за клуб начал также роли резервного вратаря, регулярно попадая в заявку на матчи основной команды с апреля 2023 года. Первый матч за клуб сыграл 28 мая 2023 года против клуба «Шукура». Больше футболист в сезоне за клуб так и не сыграл, продолжая оставаться на скамейке запасных. 

### «Самтредиа»
В июле 2023 года футболист на правах свободного агента перешёл в грузинский клуб «Самтредиа». Дебютировал за клуб 23 июля 2023 года в матче Кубка Грузии против клуба «Сиони». Первый матч за клуб в чемпионате сыграл 28 октября 2023 года против батумского «Динамо». По итогу сезона футболист вместе с клубом завершил в чемпионат на итоговом предпоследнем месте, в роли резервного вратаря, отправившись затем в стыковые матчи за сохранение прописки. По итогу стыковых матчей победили победил клуб «Гареджи» и сохранили прописку в грузинском чемпионате.
Новый сезон футболист начинал на скамейке запасных. Первый матч в новом сезоне футболист сыграл 10 марта 2024 года против клуба «Иберия 1999».

## Достижения
«Торпедо» Кутаиси
- Обладатель Кубка Грузии: 2022